# Yuval Rotem

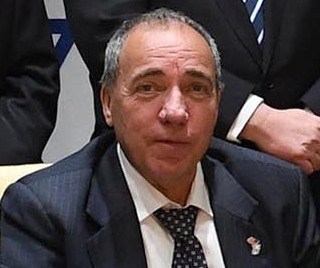
Yuval Rotem, 2018

Yuval Rotem (* 21. März 1959 in Tel-Aviv) ist ein israelischer Diplomat.
Nach seinem Militärdienst in den israelischen Streitkräften von 1978 bis 1981 studierte Rotem Politikwissenschaft und internationale Beziehungen an der Hebräischen Universität in Jerusalem. 1985 erhielt er seinen Bachelor of Arts, sowie 1988 seinen Master of Arts, jeweils mit Auszeichnung.
Im Jahr 1985 begann Rotem im israelischen Außenministerium tätig zu werden. Während seiner diplomatischen Karriere bekleidete er verschiedenen Posten innerhalb des Außenministeriums und in verschiedenen diplomatischen Vertretungen im Ausland. So war er von 1999 bis 2004 Generalkonsul in Los Angeles. Im Jahr 2003 erhielt Rotem den persönlichen Rang eines Botschafters. August 2007 löste er Naftali Tamir als israelischen Botschafter in Australien ab. Dieser war Oktober 2006 wegen Bemerkungen über Asiaten abberufen worden und bis zu Rotems Ankunft in Australien durch die Geschäftsträgerin Irit Lillian vertreten worden.
Rotem ist verheiratet und hat drei Kinder.